# SORMAS
SORMAS (Surveillance, Outbreak Response Management and Analysis System) ist eine vom Helmholtz-Zentrum für Infektionsforschung (HZI) und Deutschen Zentrum für Infektionsforschung (DZIF) entwickelte E-Health-Software zum Management für Maßnahmen zur Epidemiebekämpfung. Sie basiert auf separaten Web- und mobilen Apps.
Die Version SORMAS-ÖGD ist eine um ein COVID-19-Modul erweiterte, spezialisierte Version für den Öffentlichen Gesundheitsdienst (ÖGD) in Deutschland zum Kontaktpersonenmanagement im Rahmen der SARS-CoV-2-Pandemie. Sie unterstützt die Gesundheitsämter bei der Identifizierung und Überwachung von Kontaktpersonen.

## Verbreitung
Gegenwärtig (Ende 2021) wird SORMAS in Nigeria, Ghana, Frankreich, der Schweiz, Fidschi und in Deutschland eingesetzt. Einsätze in Afghanistan, Nepal, Burkina Faso und der Elfenbeinküste sind in Vorbereitung.
Laut dem Helmholtz-Zentrum hatten am 26. Februar 2021 zwar 250 von 375 Gesundheitsämtern in Deutschland SORMAS installiert. Allerdings war laut einer Umfrage des ARD Magazins Kontraste SORMAS Ende Februar 2021 lediglich bei 90 Gesundheitsämtern in Betrieb. Bei den übrigen Gesundheitsämtern wurde es noch nicht aktiv genutzt und befand sich im „Testbetrieb“. Als Pilot- und Best-Practice-Beispiele gelten die Gesundheitsämter in Vorpommern-Rügen und Reutlingen. Sie führten SORMAS als erste ein und erzielten nach eigenen Aussagen von Anfang März 2021 enorme Zeiteinsparungen bei der Datenerfassung und der Weitergabe an das RKI.

## Geschichte und Entwicklung
SORMAS wurde ursprünglich 2014 im Zuge eines Ebola-Ausbruchs in Westafrika entwickelt, um alle relevanten Daten und Beteiligten einer Epidemie miteinander zu vernetzen, neben Fallzahlen, Kontakten und Symptomen auch Laborpersonal, Ärzte und Epidemiologen. Die Prototyp-Entwicklung wurde vom BMBF über das DZIF gefördert und vom Hasso-Plattner-Institut und SAP unterstützt. Nach einer Pilotphase in Nigeria wurden mit SORMAS weitere Daten zu Cholera, Masern und Geflügelpest erhoben sowie eine Simulation eines Ebola-Ausbruchs durchgeführt. Auch in Ghana wurde SORMAS eingeführt.
2016 wurde SORMAS in eine Open-Source-Anwendung überführt. 2019 kamen als weitere Förderer unter anderem die Bill & Melinda Gates Foundation sowie die US-amerikanische Seuchenschutzbehörde CDC hinzu.
Im Jahr 2020 führten Frankreich, Fidschi, Schweiz und Deutschland SORMAS zur Bewältigung der SARS-CoV-2-Pandemie ein. Im selben Jahr wurde ein Modul entwickelt, das in der Version SORMAS-ÖGD speziell für den Öffentlichen Gesundheitsdienst (ÖGD) in Deutschland zum Kontaktpersonenmanagement dient. Es soll die Gesundheitsämter bei der Identifizierung und Überwachung von Kontaktpersonen unterstützen. Durch die Förderung des Bundesgesundheitsministeriums steht die Software allen Gesundheitsämtern kostenlos zur Verfügung. Entwicklung und Rollout liegen in der Verantwortung des HZI. Das HZI bietet den Gesundheitsämtern die notwendigen Schulungen an.
Im November 2020 legte die Bund-Länder-Konferenz das Ziel fest, SORMAS bis Mitte Januar 2021 in 90 % der 375 deutschen Gesundheitsämter zu installieren. Gemäß Beschluss der Ministerpräsidenten und der Bundeskanzlerin vom 19. Januar 2021 sollte die Software bis Ende Februar in allen Gesundheitsämtern installiert werden. Diese Ziele wurde jedoch nicht erreicht. In Nordrhein-Westfalen war die aktive Nutzung von SORMAS ein Muss-Kriterium, um Modell-Region für Öffnungen zu werden.
Im April 2021 kritisierte der Wissenschaftliche Beirat des Wirtschaftsministeriums „eklatante Rückstände“ bei der Digitalisierung der Gesundheitsämter. Daten würden allzu oft noch manuell geschrieben oder ausgedruckt und dann per Fax übermittelt und eingetippt. Ohne flächendeckende SORMAS-Einführung kommen Corona-Infektionsmeldungen im Durchschnitt mit 4 Tagen Verzögerung beim RKI an. Die Schwächen hätten eine wirksame Antwort der Politik in der Pandemie „massiv behindert“.
Die Einführung in Deutschland unterlag dennoch zahlreicher Kritik. So war zu Beginn nur eine Person als Beratung via Telefon eingestellt. IT-Experten schätzen die Kosten einer effektiven, flächendeckenden Einführung mit allen notwendigen Unterstützungen, wie Beratung bei der Installation, Schulungen etc. auf ca. 8 Mio. Euro. Der Deutsche Landkreistag wehrte sich in einem Brief vom 28. Januar 2021 an Bundesgesundheitsminister Jens Spahn gegen die Einführung der Software und sprach von „unnötigem Aufwand“. Die Kommunen forderten darin, stattdessen Schnittstellen für die bestehenden, teilweise sehr unterschiedlichen Softwareanwendungen einzurichten. Der Deutsche Beamtenbund (DBB) kritisierte, die Anwendung von SORMAS habe „nichts mit smarter Digitalisierung zu tun“: Wer dort eine infizierte Person eintragen wolle, müsse „an 16 verschiedenen Stellen den Namen eingeben“. Bundesgesundheitsminister Spahn sprach in einem Interview von „Blockaden, weil einige für ihre Insellösungen kämpfen“. Noch Ende März 2021 bestanden größere Anwendungsprobleme, die erst mit dem Update vom 1. April 2021 behoben wurden.

## Funktionen

### Zentrale Funktionen
Laut einer Vergleichsstudie der Johns Hopkins University enthält SORMAS Funktionen für:
- Fallmanagement
- Kontaktpersonennachverfolgung
- Epidemiologische Überwachung (Surveillance)
- Labor-Management

SORMAS unterstützt die Terminplanung und To-do-Listen, enthält eingebaute Analysefunktionen mit Visualisierung von Übertragungsketten und bietet Schnittstellen zur Statistik-Programmiersprache R für Datenanalysen und -präsentation an.

### Schnittstellen
In einem System für den öffentlichen Gesundheitsdienst sollen mehrere digitale Systeme, darunter SORMAS, das Infektionsschutzgesetz-Meldesystem SurvNet, das Deutsche Elektronische Melde- und Informationssystem für den Infektionsschutz (DEMIS) und das Climedo Symptomtagebuch miteinander vernetzt werden, um eine Doppeldokumentation zum Kontaktpersonenmanagement und Meldepflicht zu vermeiden, um tägliche Anrufe bei Kontaktpersonen durch deren Selbsteinträge überflüssig zu machen und um mit SORMAS@DEMIS über Landesgrenzen hinweg Fälle und Kontakte zu verknüpfen.
SORMAS hat eine offene Schnittstelle, die es Drittanbietern wie zum Beispiel der Luca-App ermöglicht, Teilnehmerdaten von Veranstaltungen direkt einzuspielen. Der Innovationsverbund Öffentliche Gesundheit (InÖG) entwickelte hierfür die offene Schnittstelle IRIS.
Die Übertragung der Daten aus SORMAS sollte in Deutschland über eine Schnittstelle automatisch an die RKI-Software SurvNet erfolgen. SurvNet ist eine Entwicklung aus den 1990er Jahren und wird vom RKI ständig geändert. Dies erschwert die Programmierung einer funktionsfähigen Schnittstelle und führt dazu, dass die Daten von vielen Gesundheitsämtern weiterhin per Hand übertragen werden.

### Prozessmodelle für Krankheiten
SORMAS unterstützt spezifische Prozessmodelle für die folgenden Krankheiten:
- COVID-19
- Ebolafieber
- Lassafieber
- Affenpocken
- Geflügelpest
- Denguefieber
- Gelbfieber
- Masern
- Meningitis (Hirnhautentzündung)
- Pest
- Cholera
- Emerging Infectious Disease (Neue Infektionskrankheiten)
- Tollwut
- Milzbrand

## Technologie
SORMAS basiert auf verschiedenen Open-Source-Anwendungen und -Daten, darunter:
- Ubuntu
- Vaadin
- Java
- PostgreSQL
- OpenStreetMap

## Filme
- Wissenschaft in 60 Sekunden: Mit der SORMAS-App gegen Epidemien in Nigeria auf YouTube, 14. Dezember 2017, abgerufen am 26. Dezember 2020.
- WS 01 – Digital COVID-19 Pandemic Response Management – World Health Summit 2020 auf YouTube, 26. Oktober 2020, abgerufen am 28. Dezember 2020.